# Bahnhof Rheda-Wiedenbrück
Der Bahnhof Rheda-Wiedenbrück ist ein Personenbahnhof in der westfälischen Stadt Rheda-Wiedenbrück in Nordrhein-Westfalen. Er liegt an der Bahnstrecke Hamm–Minden, einer der am dichtesten befahrenen Strecken Deutschlands.
Die Warendorfer Bahn zweigt Richtung Westen nach Münster ab, daher ist der Bahnhof betrieblich gesehen ein Trennungsbahnhof. Der Streckenteil Richtung Osten nach Lippstadt ist heute stillgelegt.

## Lage
Der Bahnhof liegt im Stadtteil Rheda, nördlich der Rhedaer Innenstadt.

## Geschichte
Mit dem Bau ihrer Stammstrecke von Köln über das Ruhrgebiet nach Minden eröffnete die Köln-Mindener Eisenbahn-Gesellschaft am 15. Oktober 1847 den ersten Bahnhof, der zunächst den Namen Rheda in Westfalen trug.
Nach der Verstaatlichung der nominell privaten Eisenbahngesellschaften wurde am 25. Juni 1887 der Abschnitt von Warendorf über Rheda nach Lippstadt der Warendorfer Bahn fertiggestellt, die den Bahnhof und die bestehende Strecke zunächst im spitzen Winkel querte. Der nördliche Streckenteil zwischen Rheda und Münster unterstand dabei der „Königlichen Eisenbahndirection Cöln rechtsrheinisch“, der südliche nach Lippstadt dagegen der „Königlichen Eisenbahndirection Hannover“.
In den folgenden Jahren kam es zu mehreren Wechseln der zuständigen Eisenbahndirektion, darüber hinaus erfolgte Ende des 19. Jahrhunderts die erste Umbenennung in Rheda (Bezirk Minden). Noch vor dem Ersten Weltkrieg wurde der Bahnhof erneut umbenannt in Rheda (Westfalen).
Anfang der 1920er Jahre erfolgte ein umfangreicher Umbau des Bahnhofs, bei dem der Verlauf der Warendorfer Bahn deutlich verändert wurde. Die Warendorfer Bahn von Münster wurde westlich um Rheda herum unter der Bahnstrecke nach Hamm parallel zu dieser in den Bahnhof hineingeführt. Östlich des Bahnhofs wurde die Warendorfer Bahn parallel zur Bahnstrecke nach Bielefeld wieder aus dem Bahnhof herausgeführt und zwischen den Städten Rheda und Wiedenbrück hindurch zurück zur alten Trasse. Hierdurch wurde der Bahnhof betrieblich zu einem Kreuzungsbahnhof.
Im Zuge der nordrhein-westfälischen Kommunalreform wurden 1970 die Städte Rheda und Wiedenbrück zusammengelegt; aber erst zehn Jahre später übernahm die Deutsche Bundesbahn die Namensänderung. Seit dem 28. September 1980 heißt der Bahnhof nunmehr „Rheda-Wiedenbrück“.
Am 1. Mai 2001 wurde mit dem Abschnitt nach Rheda-Wiedenbrück-Süd das letzte Teilstück der Warendorfer Bahn nach Lippstadt stillgelegt, seitdem ist der Bahnhof kein Kreuzungsbahnhof mehr, sondern nur noch Trennungsbahnhof. Gut zwei Jahre später wurde dann am 14. Dezember 2003 der Güterbahnhof stillgelegt.
Zwischen Oktober 2014 und Oktober 2017 fand eine Modernisierung des Bahnhofs statt. Alle Bahnsteige wurden für einen barrierefreien Einstieg erhöht und neben dynamischen Schriftanzeigen auch Aufzüge installiert. Die Gesamtkosten betrugen etwa sieben Millionen Euro, wovon der Bund ca. vier Millionen Euro, das Land Nordrhein-Westfalen etwa zwei Millionen Euro und die DB rund eine Million Euro übernahmen.
Im Juli 2021 wurde der Bahnhof zu einer Mobilstation ausgebaut. Hierzu wurden elektronische Anzeigetafeln für den ÖPNV und Infotafeln installiert.

## Empfangsgebäude
Das Empfangsgebäude stammt im Kern von 1853, wurde allerdings mehrfach erweitert und umgebaut, so 1873, 1896 und 1919/20. Im Inneren ist es weitgehend modernisiert, die Fassade wurde 2002 bis 2004 saniert und deren Aussehen auf den historischen Bestand zurückrestauriert. Seitlich der öffentlichen Eingangshalle waren 1914 Fürstenzimmer geplant, die aber vermutlich nicht mehr zur Ausführung gelangten.

## Feste Fahrbahn
Erstmals in Deutschland wurde 1972 im Bereich des Bahnhofs Rheda-Wiedenbrück die sogenannte „Feste Fahrbahn“ an Stelle konventioneller Schotter-Schwellen-Bauweise als Oberbau eingesetzt.

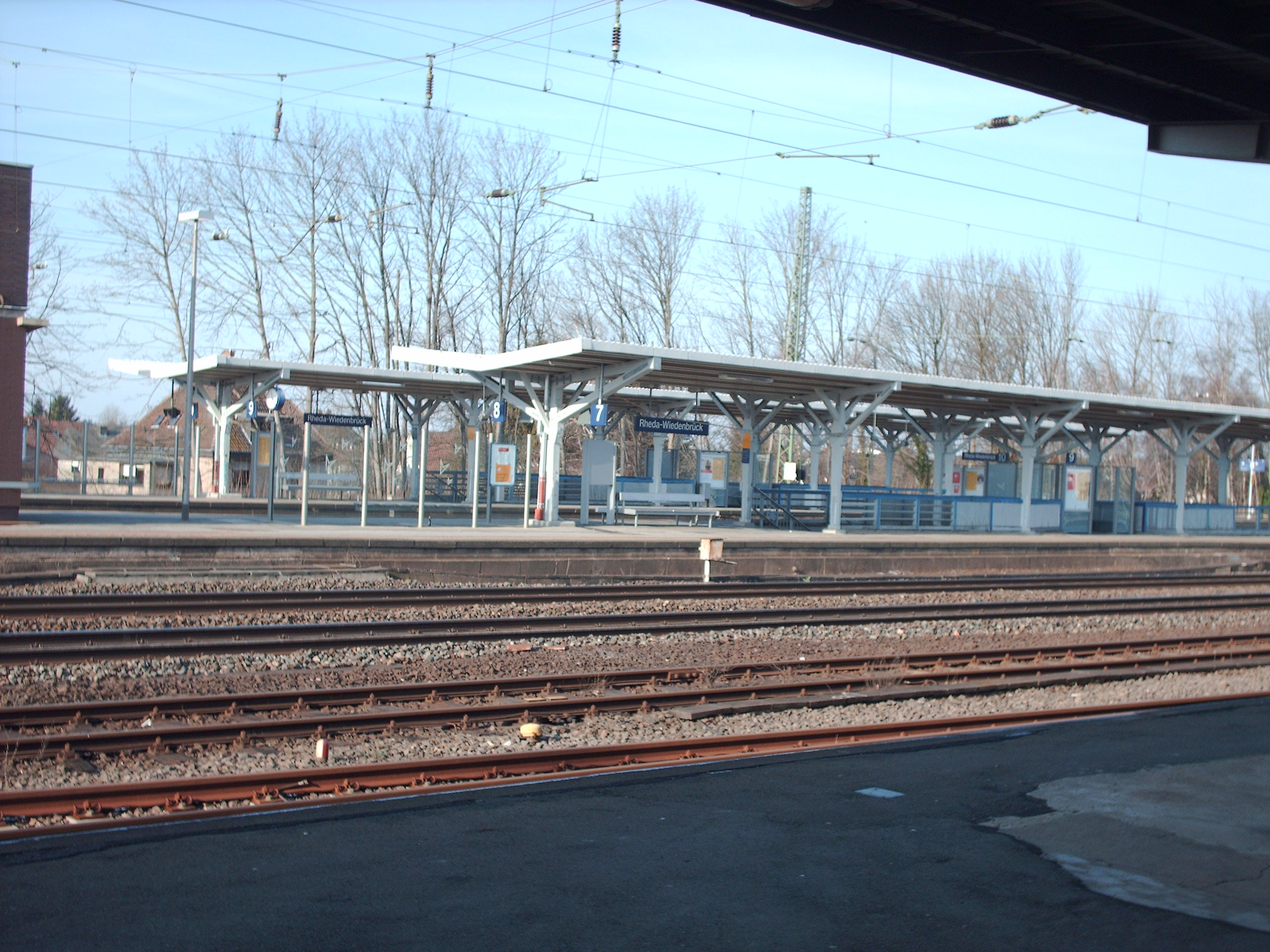
Bahnsteige der Fernbahn
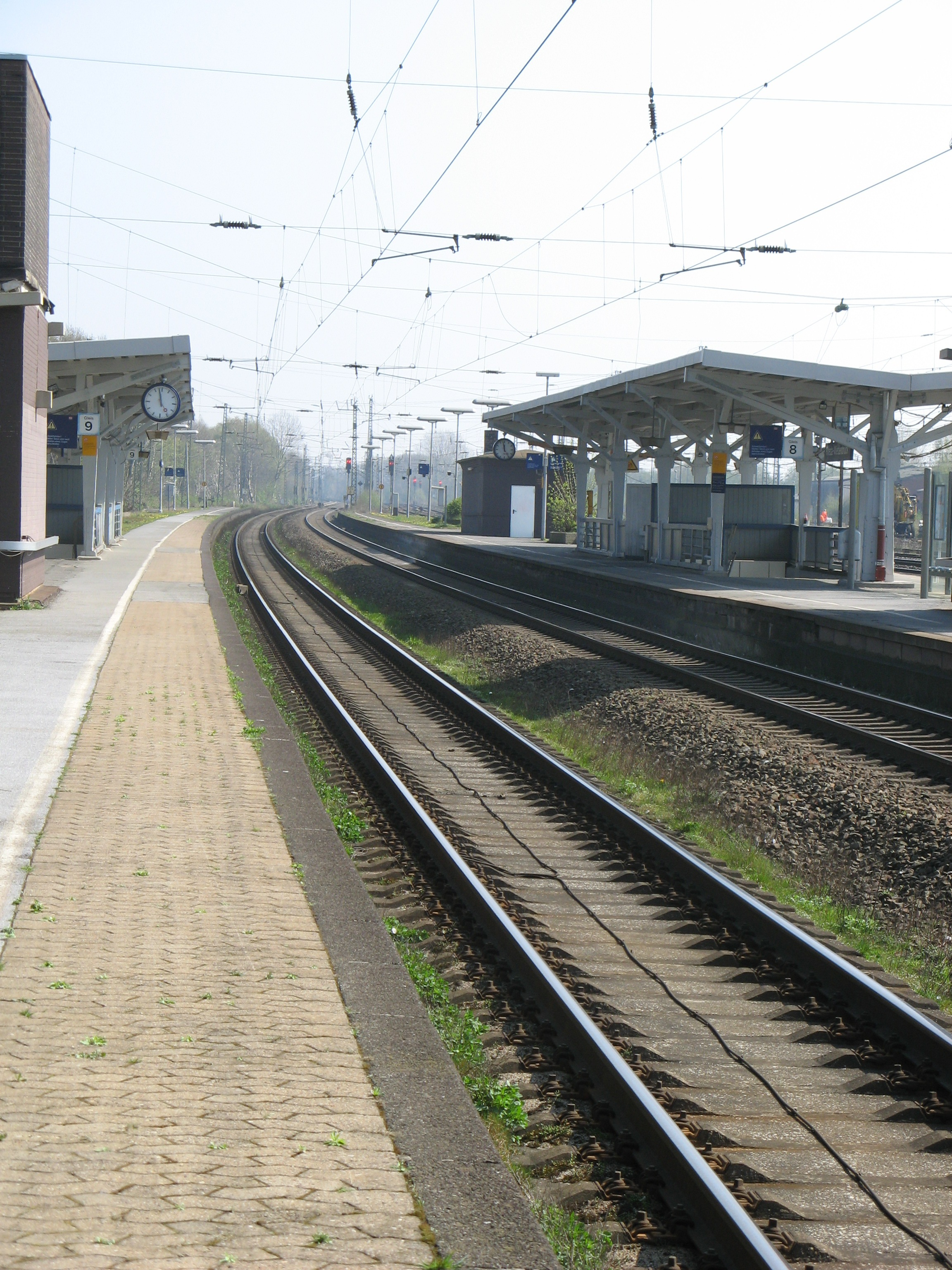
Gleis 9 mit Fester Fahrbahn
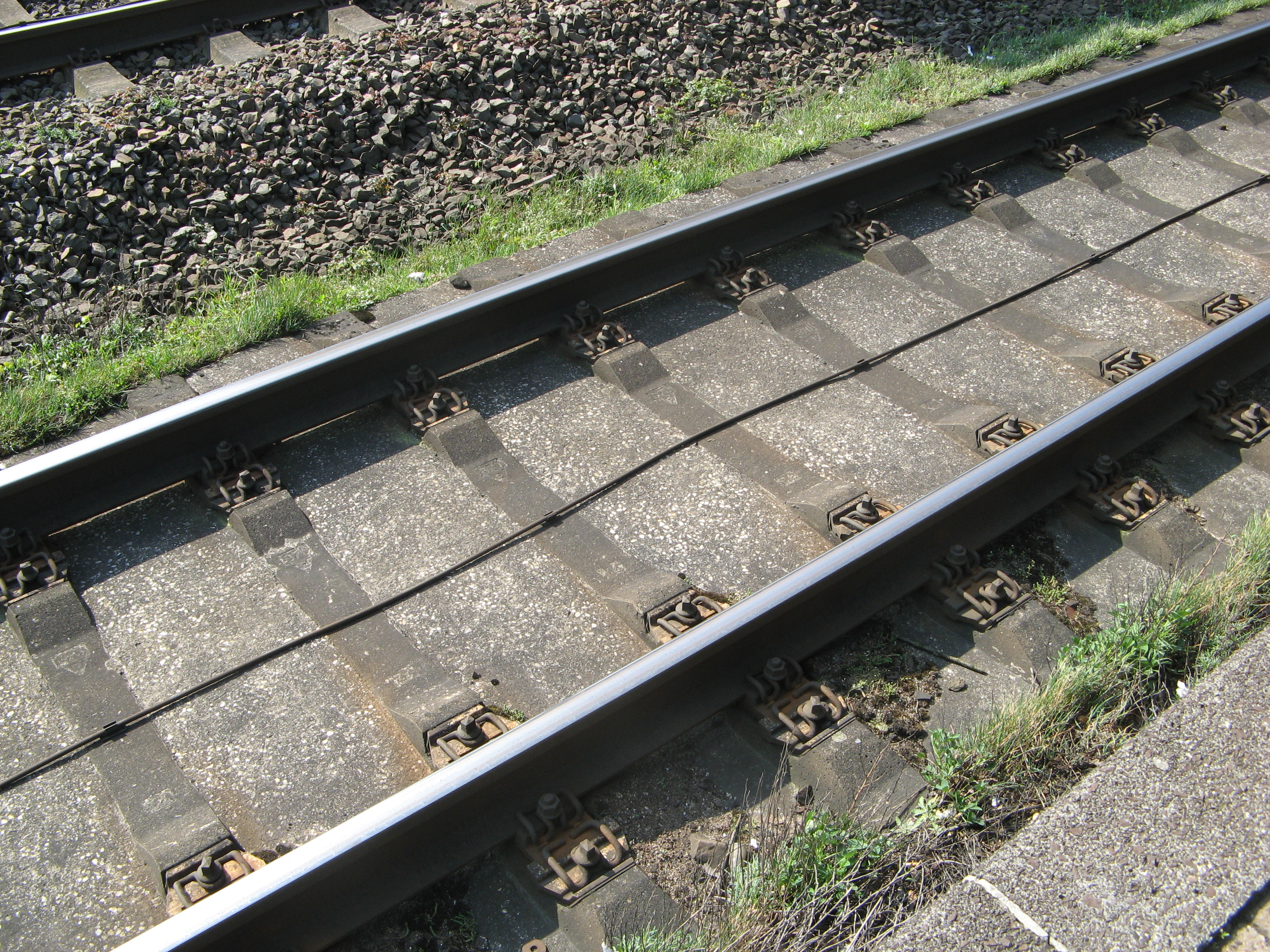
Feste Fahrbahn im Bahnhof

## Bedienung
Im Schienenpersonennahverkehr wird der Bahnhof von mehreren Regional-Express- und Regionalbahn-Linien bedient:
| Linie                                                   | Name/Verlauf | Takt   | Betreiber        |
| ------------------------------------------------------- | --- | ------ | ---------------- |
| RE 6 (RRX)                                              | Rhein-Weser-Express: Köln/Bonn Flughafen – Köln Hbf – Dormagen – Neuss Hbf – Düsseldorf-Bilk – Düsseldorf Hbf – Düsseldorf Flughafen – Duisburg Hbf – Mülheim (Ruhr) Hbf – Essen Hbf – Wattenscheid – Bochum Hbf – Dortmund Hbf – Kamen – Hamm (Westf) Hbf – Heessen – Ahlen (Westf) – Beckum-Neubeckum – Oelde – Rheda-Wiedenbrück – Gütersloh Hbf – Bielefeld Hbf – Herford – Löhne (Westf) – Bad Oeynhausen – Porta Westfalica – Minden (Westf) Stand: Fahrplanwechsel Dezember 2023 | 60 min | National Express |
| RB 67                                                   | Warendorfer Bahn: Münster (Westf) Hbf – Telgte – Warendorf-Einen-Müssingen – Warendorf – Beelen – Clarholz – Herzebrock – Rheda-Wiedenbrück – Gütersloh Hbf – Isselhorst-Avenwedde (einzelne Züge morgens an Werktagen) – Bielefeld-Brackwede – Bielefeld Hbf Stand: Fahrplanwechsel Dezember 2021 | 60 min | Eurobahn         |
| RB 69                                                   | Ems-Börde-Bahn (verkehrt zwischen Münster und Hamm zusammen mit der unter gleichem Namen fahrenden RB 89): Münster (Westf) Hbf – Münster-Hiltrup – Rinkerode – Drensteinfurt – Mersch (Westf) – Bockum-Hövel – Hamm (Westf) Hbf – Heessen – Ahlen (Westf) – Beckum-Neubeckum – Oelde – Rheda-Wiedenbrück – Gütersloh Hbf – Isselhorst-Avenwedde – Bielefeld-Brackwede – Bielefeld Hbf Stand: Fahrplanwechsel Dezember 2021                                                              | 60 min | Eurobahn         |
| Siehe auch Liste der SPNV-Linien in Nordrhein-Westfalen | |        |                  |